# اونلوجه (یورغیر)
اونلوجه (به ترکی استانبولی: Ünlüce) یک منطقهٔ مسکونی در ترکیه است که در یورغیر واقع شده‌است.